# Madanpokhara
Madanpokhara (nep. मदनपोखरा) – gaun wikas samiti w zachodniej części Nepalu w strefie Lumbini w dystrykcie Palpa. Według nepalskiego spisu powszechnego z 2001 roku liczył on 1235 gospodarstw domowych i 6222 mieszkańców (3357 kobiet i 2865 mężczyzn).